# Anime Evolution
Anime Evolution là một trong số những hội chợ anime diễn ra tại Metro Vancouver, British Columbia, Canada, do tập đoàn AE Convention Corp. tổ chức đến năm 2010 và kể từ năm 2012 trở đi do Vancouver Anime Convention Society đảm nhiệm. Trước năm 2012 hội chợ thường được tổ chức vào tháng 8, rồi được chuyển sang tháng 6 và sau đó là tháng 7. Là hội chợ thường niên diễn ra trong ba ngày, sau này thêm hai sự kiện Harumatsuri và Akimatsuri, mỗi sự kiện kéo dài trong vòng một ngày. Sự kiện mùa hè được gọi là AE Summer, trong năm 2017 nó được rút ngắn thành một ngày. Anime Evolution 2019: Harumatsuri đã quay lại với việc tổ chức nhiều ngày như trước và địa điểm tổ chức ở Burnaby.
Dù có tên khá tương tự nhưng hội chợ Anime Evolution không liên quan đến hội chợ Anime Revolution.

## Nội dung hoạt dộng
Tương tự như các hội chợ anime khác, Anime Evolution cũng bao gồm các hoạt động như các buổi chiếu anime, hội thảo, workshop, coslpay, gian hàng bán vật phẩm, gian hàng của các họa sĩ và các nhóm trò chơi video.

## Lịch sử
Anime Evolution ban đầu được biết với tên Anime Showcase, tổ chức lần đầu tiên vào năm 1998 bởi câu lạc bộ SFU ARC. Sự kiện diễn ra trong hai ngày bao gồm các buổi chiếu anime được cho là sẽ tổ chức hàng năm, với sự giúp đỡ của Vancouver Japanese Animation Society, câu lạc bộ anime đến từ trường đại học British Columbia và V-SWAT. Năm 2001 nó được đổi tên thành Anime Evolution và đến năm 2003 thì trở thành một hội chợ hoàn chỉnh. Kể từ năm 1999 trở đi, hội chợ lớn mạnh theo từng năm, đạt mốc 4.200 người tham dự vào năm 2007.
Năm 2008, do có vấn đề với việc đặt địa điểm tổ chức, hội chợ được chuyển đến tổ chức tại trường đại học British Columbia (UBC) tại thành phố Vancouver thay vì địa điểm trước đó là trường đại học Simon Fraser (SFU) tại thành phố Burnaby. Năm 2010, tập đoàn AE Convention Corp. đối mặt với một vụ kiện bởi Cơ quan Thuế Canada sau khi phát sinh các báo cáo tài chính gian lận liên quan đến hội chợ, dẫn đến việc hội chợ trong phúc chốc không còn tồn tại. Sau khi vụ kiện kết thúc trong năm 2011, Anime Evolution 2011 bị hủy, đồng thời các hội chợ được tài trợ bởi tập đoàn AE Convention Corp cũng bị hoãn.
Anime Evolution quay trở lại vào năm 2012 do cùng một đội ngũ tổ chức nhưng đổi tên thành Vancouver Anime Convention Society đồng thời hội chợ rút ngắn xuống còn hai ngày tổ chức vào tháng 12, được đặt tên là Anime Evolution: Akimatsuri.
Năm 2013, Anime Evolution quay trở lại với định dạng hội chợ mùa hè ba ngày như trước đồng thời tổ chức kỷ niệm lần thứ 10 của mình. Năm 2014, Anime Evolution kết hợp với Cos & Effect và Vancouver Gaming Expo tổ chức Northwest Fan Fest (Tạm dịch: Lễ hội dành cho người hâm hộ ở khu vực Tây Bắc).
Năm 2015, Anime Evolution tách khỏi Northwest Fan Fest để hoạt động độc lập với hội chợ diễn ra trong ba ngày như trước, bổ sung thêm sự kiện mùa xuân Harumatsuri (trước kia là JFest) và sự kiện mùa thu/đông Akimatsuri.
Năm 2017, Anime Evolution thông báo sự kiện mùa hè của họ sẽ chỉ diễn ra trong duy nhất một ngày. Ngày 26 tháng 6 năm 2018, họ thông báo trên trang Facebook rằng hội chợ mùa hè sẽ không diễn ra trong năm đó. Kể từ năm 2017 trở đi, Anime Evolution vẫn chưa tổ chức lại sự kiện mùa hè chính của mình.

### Sự kiện
| Thời gian                                                | Địa điểm                                                                                    | Số người tham dự | Khách mời |
| -------------------------------------------------------- | ------------------------------------------------------------------------------------------- | ---------------- | --- |
| 25–27 tháng 7 năm 2003                                   | Đại học Simon Fraser, tại thành phố Burnaby, British Columbia                               | 1.276            | Clio Chiang, Jerry Chu, Michael Coleman, Michael Dobson, Brian Drummond, Susan Luo, Scott McNeil, Joseph Malozzi, Stuart Ng. |
| 20–22 tháng 8 năm 2004                                   | Đại học Simon Fraser, tại thành phố Burnaby, British Columbia                               | 2.005            | Rob Bakewell, Alexandra Carter, Michael Coleman, Trevor Devall, Brian Dobson, Michael Dobson, Andrew Francis, David Kaye, Pat Lee, Nicole Leroux, Susan Luo, Joseph Malozzi, Scott McNeil, Joe Ng, Stuart Ng, Run Sasaki. |
| 19–21 tháng 8 năm 2005                                   | Đại học Simon Fraser, tại thành phố Burnaby, British Columbia                               | 2.975            | Rob Bakewell, Johnny Yong Bosch, Brooke Burgess, Alexandra Carter, Greg Dean, Todd Demong, Brian Dobson, Michael Dobson, Anthony Gurr, Ian Kirby, Martin L'Heureux, Keith Miller, Kirby Morrow, Tiffany Nours, Sean O'Reilly, Run Sasaki, Brad Swaile, Cathy Weseluck, Andrew West. |
| 19–21 tháng 8 năm 2006                                   | Đại học Simon Fraser, tại thành phố Burnaby, British Columbia                               | 3.602            | Alistair Abell, Rob Bakewell, Brooke Burgess, Greg Dean, Liz Dean, Trevor Devall, Michael Dobson, Drive, eqlipsE, Keith and Kosine, Dr. Antonia Levi, Sam Logan, Kevin McKeever, Vic Mignogna, Keith Miller, Kirby Morrow, David Stanworth, Brad Swaile, Cathy Weseluck, ZZ. |
| 17–19 tháng 8 năm 2007                                   | Đại học Simon Fraser, tại thành phố Burnaby, British Columbia                               | 4.200            | Back-On, Lisa Ann Beley, Dr. Uwe Boll, Luci Christian, Michael Coleman, Anna Cummer, Trevor Devall, in.ovo, Keith and Kosine, Dr. Antonia Levi, Sam Logan, Joseph Malozzi, Jillian Michaels, Moo-ve, Ron Vark, Nicole Oliver, Scott Ramsoomair, David Stanworth, Brad Swaile, Sam Vincent, XYL. |
| 22–24 tháng 8 năm 2008                                   | Đại học British Columbia, tại thành phố Vancouver, British Columbia                         | 4.488            | Brooke Burgess, Michael Coleman, Michael Daingerfield, Matthew Erickson, Marÿke Hendrikse, Locus, Jocelyne Loewen, Sam Logan, Kevin McKeever, Package #2, Chris Patton, The Slants, David Stanworth, Brad Swaile, Lee Tockar, VI'X, Sam Vincent, Cathy Weseluck, Alex Zahara. |
| 12–14 tháng 6 năm 2009                                   | Trung tâm hội nghị Vancouver, tại Vancouver, British Columbia                               | 5.000            | Adrian Petriw, Aidan Drummond, Alex Zahara, Andrew Francis, Andrew Kavadas, Autobrig, Brad Swaile, Brian Dobson, Brian Drummond, Cathy Weseluck, Daniel Bacon, David Stanworth, Gabe Khouth, Garry Chalk, Gavin Blair, Ian James Corlett, Ichidan Theatre Group, Jocelyne Loewen, Kristie Marsden, Lee Tockar, Locus, Mark Hildreth, Matthew Erickson, Michael Coleman, Michael Daingerfield, Michael Donovan, Paul Dobson, Richard Ian Cox, Sam Logan, Sam Vincent, Soul Candy, Trevor Devall, Vincent Tong, Angela Melick.                                                |
| 13–15 tháng 8 năm 2010                                   | Đại học British Columbia, tại thành phố Vancouver, British Columbia                         | 6.150            | Adrian Petriw, Alex Zahara, Brian Dobson, Camilla d'Errico, Cathy Weseluck, Chloe Chan (Nuu), Chris Niosi, Chris Smith, The Darkest of the Hillside Thickets, Eiko Ishiwata, EVE (Ever Vast Exemption), Kristie Marsden, Lee Tockar, LoadingReadyRun, Martin Billany (Little Kuriboh), Locus, Matthew Erickson, Mark Oliver, Marÿke Hendrikse, Nina Matsumoto (Space Coyote), Sam Logan, Sam Vincent, Spike Spencer, Team Fourstar, The Beautiful Losers, Angela Melick, Richard Ian Cox, Synaptic Chaos Theatre, Vincent Tong, Carl Horn, Hypergate Studios, Adam Sheehan. |
| 3–4 tháng 11 năm 2012 (AE: Akimatsuri)                   | Đại học Simon Fraser, tại thành phố Burnaby, British Columbia                               | 2.044            | Garry Chalk, Mackenzie Gray, Brendan Hunter, Lauren Landa, Jason C. Miller, Kelly Sheridan, Tabitha St. Germain, Synaptic Chaos Theatre, Lee Tockar, Sam Vincent, Cathy Weseluck. |
| 28–30 tháng 6 năm 2013                                   | Đại học British Columbia, tại thành phố Vancouver, British Columbia                         | 2.611            | Dante Basco, Mackenzie Gray, La Carmina, Yuri Lowenthal, Scott McNeil, Bryce Papenbrook, Tara Platt, Rachel Robinson, Jad Saxton, Sebastiano Serafini, Synaptic Chaos Theatre, Lee Tockar, Team Fourstar. |
| 27–29 tháng 6 năm 2014 (một phần của Northwest Fan Fest) | Đại học British Columbia, tại thành phố Vancouver, British Columbia                         | 3.235            | Linda Ballantyne, Fairytale Boutique, The Fictionals, Faye Mata, Scott McNeil, missingNo, Toby Proctor, John Stocker, Kieran Strange |
| 17–19 tháng 7 năm 2015                                   | Đại học British Columbia, tại thành phố Vancouver, British Columbia                         | 7.000            | Michael Daingerfield, Phil Guerrero, Daisuke Sakaguchi, Starktorialist, Synaptic Chaos Theatre, Tarah-Rex, Janet Varney, Sarah Anne Williams |
| 19–21 tháng 8 năm 2016                                   | Sheraton Wall Centre Hotel Vancouver, British Columbia                                      | Xấp xỉ 6.500     | Steve Blum, DJ Recca, Flying Tonkatsu, Mary Elizabeth McGlynn, Tracey Moore, John Stocker |
| 30 tháng 7 năm 2017                                      | Vancouver Playhouse / Queen Elizabeth Theatre, tại Vancouver, British Columbia              | Xấp xỉ 4.000     | Naoshi Mizuta, A New World |
| 27-28 tháng 7 năm 2019                                   | Viện bảo tàng Quốc gia và trung tâm văn hóa Nikkei, tại thành phố Burnaby, British Columbia | Xấp xỉ 1.000     | [ 28 ] |
| 26 tháng 11 năm 2022 (Harumatsuri)                       | Trường Đại học Kwantlen Polytechnic, thành phố Richmond, tình British Columbia, Canada      |                  | [ 29 ] |
| 25 tháng 11 năm 2023 (Harumatsuri)                       | Trường Đại học Kwantlen Polytechnic, thành phố Richmond, tình British Columbia, Canada      |                  | [ 30 ] |